# Фоса (Модена)
Фоса (итал. Fossa) је насеље у Италији у округу Модена, региону Емилија-Ромања.
Према процени из 2011. у насељу је живело 1344 становника. Насеље се налази на надморској висини од 17 м.